# Vliegramp van München

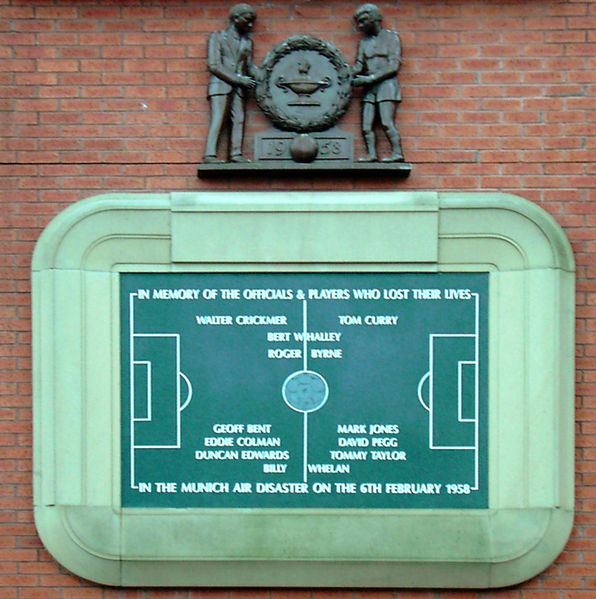
Plaquette ter nagedachtenis aan de slachtoffers

De Vliegramp van München vond plaats op 6 februari 1958, toen vlucht 609 van British European Airways verongelukte tijdens de derde poging om op te stijgen van Luchthaven München-Riem. Aan boord bevonden zich de volledige selectie van voetbalclub Manchester United en een aantal meereizende supporters en journalisten. Van de 44 inzittenden waren er 21 op slag dood, twee anderen overleden later alsnog aan hun verwondingen.

## Achtergrond

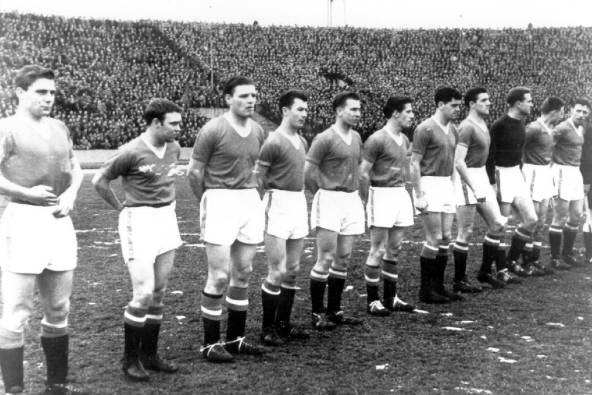
De Busby Babes voor hun laatste wedstrijd tegen Rode Ster Belgrado.

Het team van Manchester was op dat moment een van de betere van Europa. Omdat manager Matt Busby speelde met veel jonge spelers werd de ploeg vaak de Busby Babes genoemd. In 1956/57 nam Manchester United voor het eerst deel aan de Europacup I. Eerst wilde de Engelse voetbalbond geen Engelse club laten meedoen aan dit toernooi, net als een jaar eerder, maar na aandringen van Busby en voorzitter Harold Hardman nam de club toch deel aan het toernooi. Tijdens dit seizoen werd de halve finale bereikt en een jaar later mocht de club wederom deelnemen aan het toernooi, omdat Manchester opnieuw kampioen van Engeland werd. Na het succesvolle voorgaande seizoen was de club een van de favorieten om het toernooi dat jaar te winnen.
In 1957/58 schakelden ze de Shamrock Rovers in de voorronde uit. In de eerste ronde was AS Dukla Praag de tegenstander en ook deze club werd verslagen. In de kwartfinale werd Rode Ster Belgrado als tegenstander geloot. Op Old Trafford werd de heenwedstrijd op 21 januari 1958 met 2-1 gewonnen en er was besloten dat de ploeg op 5 februari naar Belgrado zou vliegen voor de tweede wedstrijd. Een ronde eerder had het vliegtuig van de ploeg vertraging opgelopen vanwege dichte mist in Engeland. De ploeg moest daardoor eerst naar Amsterdam vliegen en daarna met de boot terug naar huis. Door deze reis, die langer duurde dan normaal, waren de spelers vermoeid en verloren ze punten in de volgende competitiewedstrijd. Dit wilde Manchester dus niet nog een keer meemaken.
De wedstrijd in Belgrado eindigde in een 3-3 gelijkspel, waardoor Manchester United doorging naar de halve finale. De terugvlucht naar Manchester werd met een uur uitgesteld, omdat rechtsbuiten Johnny Berry zijn paspoort kwijt was. Later werd er een tussenstop gemaakt in München om bij te tanken.

## De crash
De gezagvoerder, James Thain, liet zich in München aflossen door zijn co-piloot Kenneth Rayment. Om 14.31 uur op 6 februari 1958 was het vliegtuig klaar om te vertrekken. Na 40 seconden brak Rayment de eerste poging om op te stijgen af, omdat de motor volgens hem een raar geluid maakte. Drie minuten later werd er een tweede poging gedaan, maar ook toen werd het opstijgen gestaakt voordat het vliegtuig van de grond kwam. Na de tweede mislukte poging moesten alle passagiers het vliegtuig verlaten. Inmiddels was het begonnen met sneeuwen en het leek erop alsof het vliegtuig die dag niet meer ging opstijgen. Manchester United speler Duncan Edwards stuurde een telegram naar huis, waarin stond: "All flights cancelled, flying tomorrow".
Vijftien minuten later werden de passagiers toch opgeroepen om weer plaats te nemen in het vliegtuig. Sommige spelers van United hadden vliegangst. Liam Whelan zou vlak voor de derde poging gezegd hebben: "This may be death, but I'm ready". Anderen, zoals Duncan Edwards, Tommy Taylor, Eddie Colman en Mark Jones gingen helemaal achter in het vliegtuig zitten, omdat ze dachten dat het daar veiliger was.
De derde poging tot opstijgen werd gedaan om 15.04 uur. Het vliegtuig had een snelheid van 217 kilometer per uur toen James Thain aangaf dat het niet langer veilig was om het opstijgen af te breken (V1-snelheid). Direct daarna begon de snelheid terug te lopen, eerst naar 207 en daarna al snel naar 194 kilometer per uur door "slush" (natte sneeuw) op de startbaan die het vliegtuig vertraagde.
Het vliegtuig werd onbestuurbaar en botste tegen het hek om het vliegveld aan. Daarna kwam het vliegtuig terecht op een weg en een van de vleugels raakte een huis dat in brand vloog. De bewoners, die thuis waren, konden nog net ontsnappen. Het vliegtuig raakte vervolgens een boom en daarna een schuur, waarin een truck stond, die ontplofte. Van de passagiers waren er 21 op slag dood. Duncan Edwards en kapitein Rayment overleden een paar weken later in het ziekenhuis.
Eerst werd gedacht dat de crash te wijten was aan de piloten. Gezagvoerder Thain werd meteen na de crash ontslagen. Later werd bewezen dat het ongeluk veroorzaakt was door sneeuw op de baan. Hierdoor werd het vliegtuig afgeremd, waardoor de snelheid niet hoog genoeg meer was om op te stijgen.
Duitsland heeft lang volgehouden dat de crash te wijten was aan ijsvorming op de vleugels. Thain heeft er meer dan 10 jaar over gedaan om zijn eigen onderzoek uit te voeren en zijn naam gezuiverd te krijgen.

## Overleden

### Spelers
- Geoff Bent
- Roger Byrne
- Eddie Colman
- Duncan Edwards (overleefde de crash, maar stierf 15 dagen later in het ziekenhuis)
- Mark Jones
- David Pegg
- Tommy Taylor
- Liam Whelan

### Technisch personeel
- Walter Crickmer, clubsecretaris
- Tom Curry, coach
- Bert Whalley, chefcoach

### Journalisten
- Alf Clarke, Manchester Evening Chronicle
- Donny Davies, Manchester Guardian
- George Follows, Daily Herald
- Tom Jackson, Manchester Evening News
- Archie Ledbrooke, Daily Mirror
- Henry Rose, Daily Express
- Eric Thompson, Daily Mail
- Frank Swift, News of the World

### Bemanning en overige passagiers
- Kapitein Kenneth Rayment, co-piloot (overleefde de crash, maar stierf drie weken later in het ziekenhuis)
- Tom Cable, steward
- Bela Miklos, reisagent
- Willie Satinoff, supporter en goede vriend van Matt Busby

## Overlevenden

### Spelers
- Johnny Berry (speelde hierna nooit meer)
- Jackie Blanchflower (speelde nooit meer)
- Bobby Charlton
- Bill Foulkes
- Harry Gregg
- Kenny Morgans
- Albert Scanlon
- Dennis Viollet
- Ray Wood

### Technisch personeel
- Matt Busby, manager

### Journalist
- Frank Taylor, News Chronicle

### Fotografen
- Ted Ellyard, Daily Mail
- Peter Howard, Daily Mail

### Bemanning
- Rosemary Cheverton, stewardess
- Margaret Bellis, stewardess
- George William "Bill" Rodgers, radio-officier
- James Thain, gezagvoerder

### Overige
- Vera Lukic (de vrouw van een Joegoslavische diplomaat) en haar dochter Vesna werden gered door speler Harry Gregg. Vera Lukic was zwanger van haar zoon Zoran die het ongeluk ook overleefde - hoewel hij toen nog niet geboren was.
- Mevrouw Eleanor Miklos, vrouw van Bela Miklos
- Nebojsa Bato Tomaševic, Joegoslavische diplomaat

## Na de crash
Zeven spelers van Manchester United waren meteen dood, Duncan Edwards volgde later. Johnny Berry en Jackie Blanchflower waren zo ernstig gewond dat ze nooit meer een wedstrijd speelden. Manager Matt Busby was ook zwaargewond en moest twee maanden in het ziekenhuis blijven.
Er werd gespeculeerd dat de club zich dat seizoen zou terugtrekken, maar met assistent Jimmy Murphy als tijdelijke vervanger van Busby werd het seizoen toch afgemaakt. Murphy ging niet mee naar Belgrado, omdat hij op dat moment het nationale team van Wales moest coachen. De eerste wedstrijd, die vooral met reserves en jeugd werd gespeeld, werd met 3-0 gewonnen van Sheffield Wednesday. In het programmaboekje van deze wedstrijd stond in de opstelling een aantal lege plaatsen waar anders de overleden spelers hadden gestaan.
Na de crash won Manchester dat seizoen nog maar één competitiewedstrijd, waardoor de club als negende eindigde. De finale van de FA Cup werd nog wel bereikt, maar deze wedstrijd werd met 2-0 verloren van Bolton Wanderers. Aan het begin van het seizoen 1958/59 keerde Busby terug als manager van de club. Hij bouwde een nieuw team op en tien jaar later werd alsnog de Europacup I gewonnen. Er deden niet alleen nieuwe spelers zoals George Best en Denis Law mee tijdens dit toernooi, maar ook overlevenden van de ramp Bobby Charlton en Bill Foulkes.